# Кнез Владимир (цртани филм)
Кнез Владимир је руски дугометражни цртани филм жанра историјске фантастике, који је објављен 22. фебруара 2006. године. Цртани филм приказује измишљену, бајковиту верзију приповетке „Владимир Црвено Сунашце”. Филм је снимљен од стране филмске компаније „Парадиз”, студија „Солнечниј дом-ДМ”, Првог канала руске државне телевизије и компаније „Каскад Филм” уз подршку Комитета Руске Федерације за кинематографију. Његова телевизијска премијера одржана је 4. новембра 2006. године на руском „Првом каналу”.

## Резиме
Јако давно, када су Русијом ходили бели мудраци, волхви, живела су три брата Сјатославића: у Кијеву је владао кнез Јарополк, у Древљанским земљама – кнез Олег, а у Новгороду – кнез Владимир. Живела су браћа у миру и слози све дотле док један од волхвовских ученика није смислио опаки план. Њега је обузела похлепа за влашћу, која га је подстакла да убије свог престарелог учитеља и задобије његов штап – симбол моћи. Умирући, учитељ је свог ученика назвао Кривжа, због његовог кривог поступања.
Кривжа кује заверу заједно са печењешким ханом Курјом, који пљачка и пали руска села. Случајни сведок завере постаје дечак сиротан по имену Аљекша, и њега узимају у ропство. Док Владимир са својом војском борави у поморским земљама, Јарополк му шаље вест о погибији Олега и издаји Кривже. Кривжа, претворивши се у огромног црног медведа, убија гласника. Уморан од освојачких похода, Владимир се враћа двору баш на празник Масленица. Током празновања, Кривжа му показује фалсификовано писмо о савезу Јарополка с Курјом. Владимир у почетку не верује, али на крају решава да нападне на Кијев.
Аљекша запада за око Грку Анастасију, који је близак двору византијског цара. Анастасије га откупљује и на путу ка царском двору сазнаје његову животну причу, а затим га крштава. Тако се Аљекша нашао у Цариграду и тамо на молбу руских посланика свира у руску фрулу, која је послата од Владимира на дар принцези Ани. Анастасије говори цару о превирањима у кнежевинама, и он, закључивши да је јака Русија једино што штити његово царство од номада, наређује својим посланицима да иду Владимиру. Међутим, када посланици стижу у село крај реке, њихову лађу пљачкају Печењези које је довео Кривжа. Аљекша остаје сам са Јеванђељем у рукама. Ту се заустављају да ноће Владимир и његова дружина. Аљекша покушава да их упозори на неверство жреца, али Кривжа, у име кнеза, заповеда да га вежу у шуми да би га растргле дивље животиње. Те ноћи, када Аљенка, ћерка војводе Добриње, помаже дечаку да побегне, Кривжа, у нади да ће га убити, трчи за њим у облику огромног црног медведа, и Аљекша пада у кањон реке. Изашавши на обалу, раслабљени Аљекша наилази на колибу старца Бојана који живи у шуми, и ту он заспа. Истовремено Владимир прилази зидинама Кијева. Почиње борба Новгородаца са Кијевљанима, а Владимир са једним од викинга иде Јарополку, где браћа укрштају мачеве. Јарополк побеђује, после чега покушава да објасни и миром реши ствари. Владимир почиње да сумња у издају његовог брата, али истог момента викинг уз потпиривање Кривже убија Јарополка. Владимира хвата језа, и он се каје за свој грех. За то време, Аљекша, опоравивши се, помаже Бојану по домаћинству. Он говори Бојану о Исусу и сазнаје од њега за бога Рода, којег Бојан поштује као и друге богове.
Тужан због убиства и претпостављајући да су Јарополка оклеветали, Владимир, на предлог војводе, решава да уједини сва племена русића у једну државу. Сабрани волхви и племена стоје поред храма њихових богова, како би они постали сведоци њиховог уједињења, међутим Кривжа сву жртвену крв даје идолу Перуна. Људи показују незадовољство, и Владимир наступа са гневом према волхву, после чега муња разбија Перуновог идола на пола. Тада Кривжа баца магију на кнеза, како би кнез умро у шумском блату, и убрзо Владимир заиста одлази у лов у шуму. Скупљајући рибарске мреже, Аљекша слушајно среће Аљенку и затим сина печењешког хана, Гијара, спасава из воде. У том тренутку појављују се Печењези у потрази за дечаком. Кнез се удаљује од дружине, али, упркос очекивањима Кривже, спасава се из блата, а потом и одлази из шуме. Ту он сусреће Аљекшу, али на њих напда дивљи бик, и, штитећи дечака, кнез губи свест. За време док га Бојан лечи, колибу опкољавају Печењези. Кривжа покушава да убије кнеза, али га у томе спречавају Бојан и Аљекша. Кривша, поново се претворивши у огромног црног медведа, креће на колибу, али се ту среће са Владимиром. Кнез који се освестио, наоружан бакљом, креће да се свети жрецу за лажљивост и неверство. Затим Владимир позива Курју на двобој и побеђује га. Гијар не дозвољава војсци да настави битку и наређује повлачење. У пориву гнева, Кривжа напада штапом на Бојана, случајно убада штап у храст у ком је оличење бога Рода и гине од казне божанства.
Настаје време покоја и љубави. Аљекша проводи време са његовом заљубљеницом Аљенком, а византијска принцеза Ана верно чека кнеза на свадбу у Цариграду. Током јахања Владимир пита Аљекшу да ли се принцези свидела фрула, и он одговара потврдно. После тога они одлазе у сусрет свитају Сунца. Бојан им жели срећу и успех.

## Историјски контекст
Филм у романтизованој форми говори о стварним догађајима у Кијевској Русији 10. века. Иако у сценарију присуствују многе стварне историјске личности, такве као Добриња, хан Курја и викинг Олаф Трјугвасон, део догађаја је измењен или пропуштен. Филм се у значајном делу базира на приповедачкој слици кнеза Владимира и његове епохе. Освајачки походи Владимира и његове војске у филму су присутни, али су показани кратко и без детаља. У филму такође одсуствује прва жена Владимира, Рогнеда, не помињу се освајачки походи кнеза Јарополка, који је представљен као строго позитиван лик. Изостављено је усвајање Свјатополка од стране Владимира. Напади Печењега, који су у филму играли главну непријатељску силу, пренесени су на ранији период него што су реално били.
Лик Владимира приказан је у целини позитивним, па и више пасивним него што је његов реални прототип. Радикалне одлуке – свргавање брата, окретање хришћанству, филмски Владимир доноси под утицајем другостепених, у основи измишљених ликова – жреца Кривже, дечака Аљекше. Лик Добриње, војводе и старијег саветника кнеза, ближи је историјском, него приповедачком.
Важну улогу у филму игра хришћанство, у које прелази један од главних хероја цртаног филма, Аљекша (а он, када за то долази време, приближава хришћанству друге ликове). Због тога су поједини филм етикетирали као религиозну пропаганду. Међутим, и паганство је приказивано у суштини као позитивно: пагански богови одбијају да приме жртву од зликовца Кривже и долазе у помоћ Богану, који је био у невољи. Редитељ Јуриј Кулаков говори на ту тему за портал „Благовест” овако:
...ти почеци, који ће потом помоћи Русима да постану хришћани. Паганско поимање света је у свом најбољем лицу видело Бога свуда: и у небу, и у камену, и у дрвету...
Богови, враџбине и преврати у филму активно се одигравају и коегзистирају са историјским догађајима и ликовима, истичући приповедачки карактер приче.

## Улоге
| Име глумца          | Улога                               |
| ------------------- | ----------------------------------- |
| Сергеј Безруков     | кнез Владимир Свјатославић          |
| Александар Баринов  | Кривжа, Перунов жрец                |
| Лав Дуров           | деда Бојан, шумар и чаробњак        |
| Владимир Гостјухин  | риђи викинг, Владимиров савезник    |
| Дмитриј Назаров     | Добриња, војвода                    |
| Игор Јасулович      | волх, учитељ Кривже                 |
| Анатолиј Белиј      | кнез Јарополк                       |
| Јуриј Беркун        | Курја, печењешки хан                |
| Томас Шлекер        | дечак Аљекша                        |
| Елиза Мартиросова   | Аљенка, ћерка војводе Добриње       |
| Николај Расторгујев | Гијар, син Курје                    |
| Алексеј Колган      | Косњатин и Хатјов, војници близанци |
| Александар Пињегин  | Аљешкин деда                        |
| Владимир Антоник    | Василије ІІ, византијски цар        |
| Ирина Безрукова     | принцеза Ана                        |
| Ана Каменкова       | кнегиња Олга, бака Владимира        |
| Василиј Дахњенко    | Анастасије, царев саветник          |
| Александар Рижков   | саветник Курје                      |
| Владимир Вихров     | приповедач                          |
| Владимир Ферапонтов | старац, писар кнеза Владимира       |
| Никита Прозоровски  | византијски посланик                |
| Јуриј Маљаров       | један од стараца                    |
| Алексеј Костричкин  | писар кнеза Јарополка               |

## Критике и оцене
Реакција критичара је била претежно позитивна, али и вишесмерна. Филмски критичари су оценили цртани филм средње: позитивне оцене је добила екипа која је састављала слике, као и радови уметника, а негативне – рад сценариста. Филмски критичари су високо оценили уметност цртаног филма и анимације, али су га критиковали за „искривљени” приказ историје и претпостављену религиозну пропаганду у корист Руске Православне Цркве.